# Championnat du monde féminin de volley-ball des moins de 18 ans 2005
Navigation
Piła/Włocławek 2003 Tijuana/Mexicali 2007
Le 9e championnat du monde de volley-ball féminin des moins de 18 ans a eu lieu à  Macao du 23 au 31 juillet 2005.

## Final Four
|  | Demi-finales              | Demi-finales              |                        |   | Finale                    | Finale                    |
|  | Demi-finales              | Demi-finales              |                        |   | Finale                    | Finale                    |
|  |                           |                           |                        |   |                           |                           |
|  | 30 juillet, 18h05 (Macao) | 30 juillet, 18h05 (Macao) |                        |   | 31 juillet, 16h00 (Macao) | 31 juillet, 16h00 (Macao) |
|  | 30 juillet, 18h05 (Macao) | 30 juillet, 18h05 (Macao) |                        |   | 31 juillet, 16h00 (Macao) | 31 juillet, 16h00 (Macao) |
|  | Brésil                    | 3                         |                        |   | 31 juillet, 16h00 (Macao) | 31 juillet, 16h00 (Macao) |
|  | Brésil                    | 3                         |                        |   | 31 juillet, 16h00 (Macao) | 31 juillet, 16h00 (Macao) |
|  | Italie                    | 1                         |                        |   | 31 juillet, 16h00 (Macao) | 31 juillet, 16h00 (Macao) |
|  | Italie                    | 1                         | Brésil                 | 3 |                           |                           |
|  | 30 juillet, 20h18 (Macao) |                           | Brésil                 | 3 |                           |                           |
|  |                           | Russie                    | 0                      |   |                           |                           |
|  | Russie                    | Russie                    | 0                      | 3 |                           |                           |
|  | Russie                    |                           |                        | 3 |                           |                           |
|  | États-Unis                | 1                         |                        |   |                           |                           |
|  | États-Unis                | 1                         | Match pour la 3e place |   |                           |                           |
|  |                           |                           |                        |   |                           |                           |
|  | 31 juillet, 14h00 (Macao) |                           |                        |   |                           |                           |
|  |                           |                           |                        |   |                           |                           |
|  | Italie                    | 3                         |                        |   |                           |                           |
|  | Italie                    | 3                         |                        |   |                           |                           |
|  | États-Unis                | 2                         |                        |   |                           |                           |
|  | États-Unis                | 2                         |                        |   |                           |                           |

## Distinctions
- MVP :  Natália Pereira
- Meilleure marqueuse :  Alexandra Klineman
- Meilleure attaquante :  Silvana Papini
- Meilleure contreuse :  Luisa Casillo
- Meilleure serveuse :  Ana Grbać
- Meilleure défenseuse :  Martina Roese
- Meilleure réceptionneuse :  Irina Stratanovitch
- Meilleure passeuse :  Ielena Pechekhonova

## Palmarès
| Classement         | Pays         |
| ------------------ | ------------ |
| Médaille d'or      | Brésil       |
| Médaille d'argent  | Russie       |
| Médaille de bronze | Italie       |
| 4e                 | États-Unis   |
| 5e                 | Corée du Sud |
| 6e                 | Croatie      |
| 7e                 | Chine        |
| 8e                 | Argentine    |
| 9e                 | Biélorussie  |
| 10e                | Égypte       |
| 11e                | Ukraine      |
| 12e                | Taïwan       |
| 13e                | Autriche     |
| 14e                | Macao        |
| 15e                | Porto Rico   |
| 16e                | Tunisie      |